# Чеуаш
Чеуаш (рум. Ceuaș) — село у повіті Муреш в Румунії. Входить до складу комуни Міка.
Село розташоване на відстані 248 км на північний захід від Бухареста, 24 км на південь від Тиргу-Муреша, 80 км на південний схід від Клуж-Напоки, 118 км на північний захід від Брашова.

## Населення
За даними перепису населення 2002 року у селі проживала 891 особа.
Національний склад населення села:
| Національність | Кількість осіб | Відсоток |
| -------------- | -------------- | -------- |
| угорці         | 579            | 65,0%    |
| цигани         | 306            | 34,3%    |
| румуни         | 6              | 0,7%     |

Рідною мовою назвали:
| Мова      | Кількість осіб | Відсоток |
| --------- | -------------- | -------- |
| угорська  | 580            | 65,1%    |
| циганська | 304            | 34,1%    |
| румунська | 7              | 0,8%     |